# Новосибирский мясоконсервный комбинат
АО «Новосибирский мясоконсервный комбинат» (НМКК) — мясоперерабатывающая компания, расположенная в Заельцовском районе Новосибирска. Основан в 1915 году.

## История

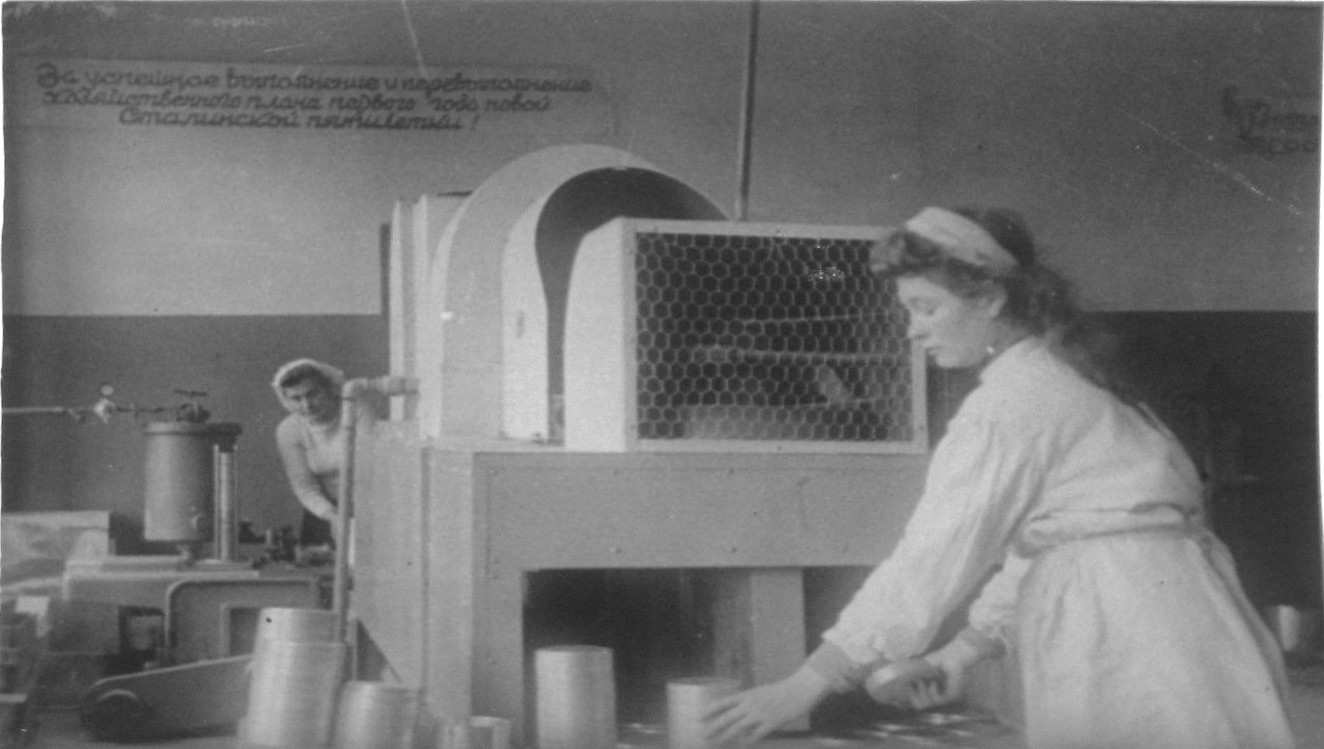
Новосибирский мясоконсервный завод. У сушильного шкафа в жестяно-баночном цехе. 1946 г.

11 октября 1915 года решением Новониколаевской городской думы выделяется участок для сооружения бойни и холодильника.
В 1930 году Постановлением ЦК ВКП(б) от 20 декабря 1929 года Сиб. мясохладобойню переименовывают в мясокомбинат.
Во время Второй мировой войны комбинат производил для фронта пельмени и мясо, кроме того, предприятие изготовило около 120 тысяч минных корпусов.
В 1946 году, после освоения мясокомбинатом производства консервов, его переименовывают в мясоконсервный комбинат.

## Продукция
Мясоконсервный комбинат производит консервы, колбасы, сосиски, ветчинные изделия, деликатесы, мясные полуфабрикаты, мясорастительную муку, технические и пищевые жиры, медицинскую и лечебно-питательную продукцию. На предприятии шьют изделия из меха.

## Инфраструктура
В состав предприятия входят 5 заводов: консервный, два мясоперерабатывающих, сырьевой и биопрепаратов.

### Котельная
Котельная НМКК снабжает различные городские объекты (дома, детские сады, школы, общежития) отоплением и горячей водой. К 2018 году её планируют вывести из эксплуатации.

## Руководители
- Галанин (1939—1940)
- Мышкин Л. Ф. (1945—1950)
- Дерполов С. К. (1950—1951)
- Ушаков Г. А. (1951—1955)
- Дьяков Н. П. (1955—1958)
- Силаев Б. П. (1958, 1962—1966)
- Прялкин Т. Г. (1958—1962)
- Олешкович Я. А. (1966—1980)
- Гайдаш В. Ф. (1980—1985)
- Степанов А. А. (с 1985)

## Награды
Предприятие было награждено Почётной грамотой Совнаркома СССР За ударный труд в годы Великой Отечественной войны.